# Hyphessobrycon herbertaxelrodi
El neón negro, también denominado comúnmente tetra neón negro o tetra bandera negra (Hyphessobrycon herbertaxelrodi), es una especie del género de peces de agua dulce Hyphessobrycon perteneciente a la familia de los caracínidos. Habita en ambientes acuáticos tropicales en el centro de Sudamérica y es comercializado y reproducido en cautiverio en todo el mundo como pez de acuario.

## Taxonomía
Descripción original
Esta especie fue descrita originalmente en el año 1961 por el ictiólogo francés Jacques Géry.
Localidad tipo
La localidad tipo referida es: “Coxim, sobre el río Taquari, estado de Mato Grosso (hoy Mato Grosso del Sur), Brasil”.
Holotipo
El ejemplar holotipo designado es el catalogado como: USNM 196089; se trata de un espécimen adulto el cual midió  31,2 mm de longitud estándar y que había sido capturado en el año 1960. Fue depositado en la colección de ictiología del Museo Nacional de Historia Natural de los Estados Unidos (USNM).
Etimología
Etimológicamente, el término genérico Hyphessobrycon se construye con palabras en el idioma griego, en donde: hyphesson significa ‘un poco más pequeño’ y bryko es ‘morder’ o ‘mordedura’.
El epíteto específico herbertaxelrodi es un epónimo que refiere al nombre y apellido de la persona a quien fue dedicada, el filósofo estadounidense Herbert Richard Axelrod, quien fue además un empresario, experto en peces tropicales y el más destacado editor de libros de peces de acuario.

## Características
Hyphessobrycon herbertaxelrodi es un pequeño pez, con una longitud estándar de alrededor de 4 centímetros (1,6 plg). Su cuerpo presenta un color de fondo en tonos gris-oliváceos con reflejos bronceados, sobre el cual se disponen longitudinalmente dos bandas, la superior es angosta y reflectante, blanco iridiscente, lo que hace que parezca brillante cuando la iluminación está ubicada del lado del observador; la inferior es ancha y negra aterciopelada. Ventralmente es blancuzco. La parte superior del ojo es de color amarillo a rojizo. Las aletas son transparentes, con bordes gris claro con reflejos metálicos. Presenta una forma esbelta, comprimida en los lados, siendo el macho más delgado en relación con la hembra.

## Su empleo en acuarismo

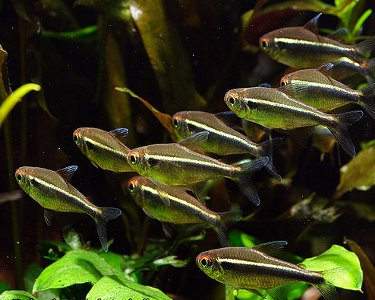
El neón negro es un pez pacífico y gregario, el cual se adapta fácilmente al acuario.

Hyphessobrycon herbertaxelrodi es un pez popular en todo el mundo debido a su utilización en acuarios tropicales de agua dulce, dado su colorido, sus costumbres gregarias y su comportamiento pacífico, tanto con los de su especie como con ejemplares de otras especies de tetras. Generalmente se lo comercializa con la denominación de ‘‘neón negro’’ a causa de su coloración oscura y su parecido con las especies del género Paracheirodon.
Su multiplicación en acuarios se ve incrementada si se colocan dos machos con cada hembra, al obtener así un mayor porcentaje de huevos fertilizados. Las crías, cuando están bien alimentadas, alcanzan en menos de seis meses dos tercios del tamaño del adulto.

## Distribución geográfica y hábitat
Hyphessobrycon herbertaxelrodi es un tetra endémico de los estados de Mato Grosso, Mato Grosso del Sur y Goiás, en el centro y centro-este de Brasil, donde se distribuye en la cuenca superior del río Paraguay, perteneciente a la cuenca del Paraná, integrante a su vez de la cuenca del Plata; dicha hoya hidrográfica vuelca sus aguas en el océano Atlántico Sudoccidental por intermedio del Río de la Plata.
Si bien es una cuenca en donde son habituales las poblaciones de especies de peces de acuario asilvestradas, también fue capturado en la hoya del río Paraná superior (en Itajá, Goiás y en Cassilândia, Mato Grosso del Sur).